# Geranomyia macrops
Geranomyia macrops är en tvåvingeart som beskrevs av Alexander 1919. Geranomyia macrops ingår i släktet Geranomyia och familjen småharkrankar. Inga underarter finns listade i Catalogue of Life.